# Karl Selke

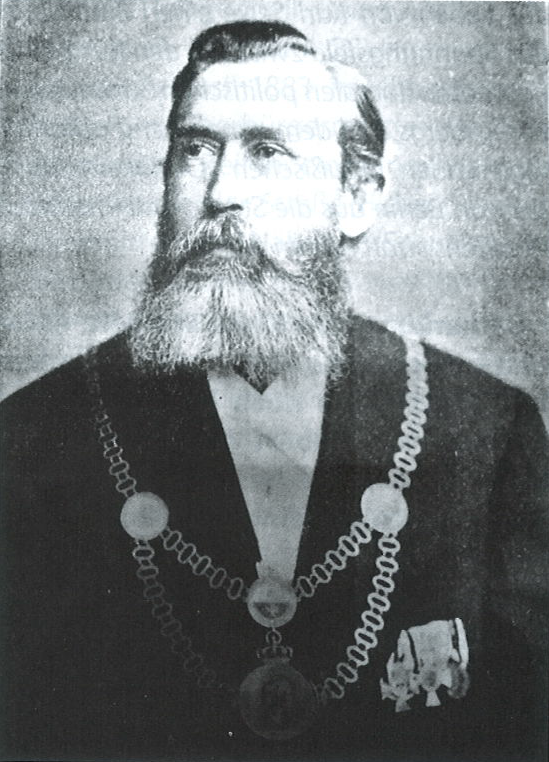
Karl Selke

Johann Karl Adolf Selke (* 13. Mai 1836 in Mehlsack; † 1893 in Wildbad) war ein deutscher Kommunalbeamter.

## Leben
Aus Luckenwalde kommend, wurde Selke am 22. Januar 1869 für 12 Jahre zum Oberbürgermeister von Elbing gewählt. Als Reserveoffizier nahm er am Deutsch-Französischen Krieg teil. Von 1874 bis 1893 war er Oberbürgermeister von Königsberg (Preußen). Er förderte Kanalisation, Wasserversorgung, Gasanstalt und Volksschulwesen und brachte den Finanzhaushalt in Ordnung. Ab 1888 vertrat er Ostpreußens Provinzialhauptstadt in der „OB-Fraktion“ des Preußischen Herrenhauses.
Sein Ölgemälde von Arthur Weiß (* 1866) schmückte den Junkersaal im Altstädtischen Junkerhof, in dem die Stadtverordneten von Königsberg tagten. Nach Selke benannte die Stadt eine Schule, in der sein Porträt hing, gemalt von Alexander Kolde. 1897 wurde die Straße vom Korinthendamm zur Tamnau-Straße nach ihm benannt.
Selke engagierte sich auch als Schriftsteller und Freimaurer. Ein Enkel war Lothar Selke.